# Mercedes-Benz W113
De Mercedes-Benz W113 serie werd geproduceerd van 1963 tot 1971. In totaal werden er zo'n 48.912 exemplaren gemaakt. De W113 verving de R121 (W121 BII) in 1963 en werd opgevolgd door de R107 in 1971.

Hoofdontwerpers waren Paul Bracq en Béla Barényi.
Leverbaar was de 230 SL (1963–1967), de 250 SL (1967) en de 280 SL (1968–1971), met handgeschakelde versnellingsbak of automaat.

Bijna alle modellen werden standaard geleverd met een softtop maar een hardtop was als optie leverbaar. De hardtop had een gewelfde vorm zoals een Chinees pagodedak, hierdoor wordt de W113 in de volksmond ook wel Pagode genoemd. Ook leverbaar was een 2+2 coupé met hardtop; in plaats van de softtop kast was er dan een neerklapbaar bankje.

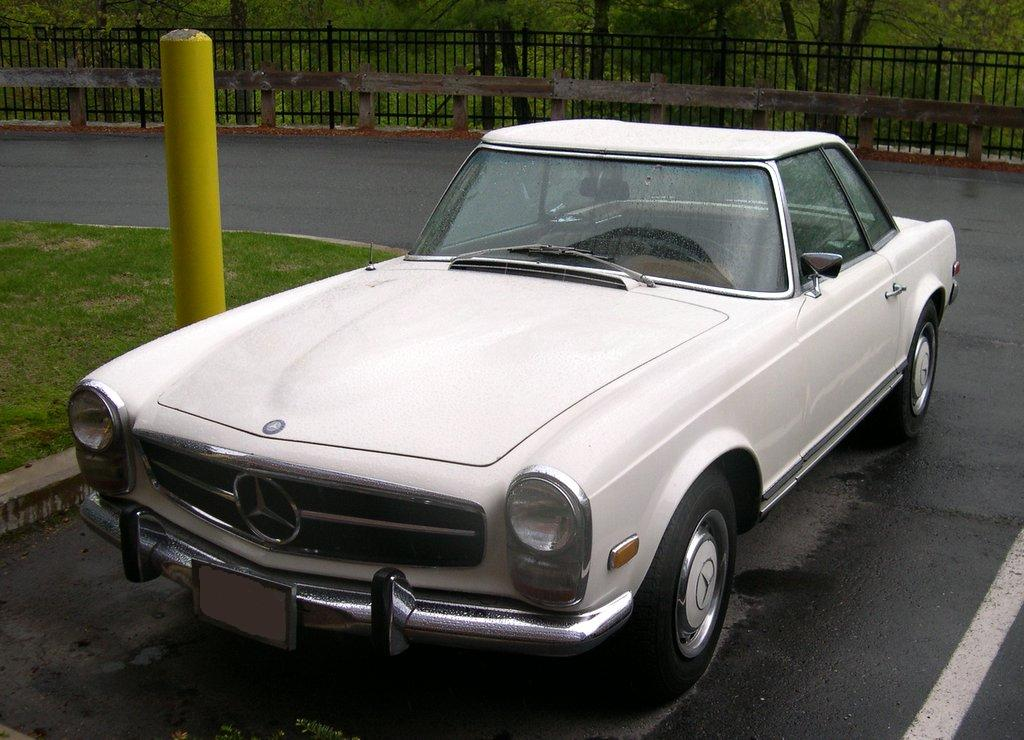
W113 met gewelfde hardtop ("Pagode")
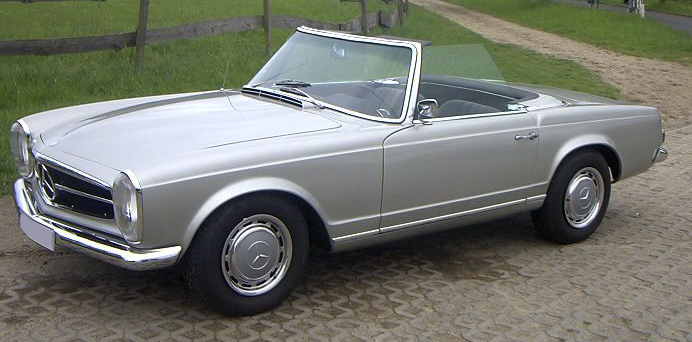
W113 Europese versie

| Mercedes-Benz                          | 230 SL | 250 SL | 280 SL |
| -------------------------------------- | --- | --- | --- |
| Productiejaren:                        | 1963 - 1967 | 1966 - 1968 | 1967 - 1971 |
| Motor:                                 | 6-cilinder lijn viertakt ottomotor                                                                                                   | 6-cilinder lijn viertakt ottomotor                                                                                                   | 6-cilinder lijn viertakt ottomotor                                                                                                   |
| Boring x slag:                         | 82 mm x 72,8 mm | 82 mm x 78,8 mm | 86,5 mm x 78,8 mm |
| Slagvolume:                            | 2308 cc | 2496 cc | 2778 cc |
| Max. vermogen @ rpm:                   | 110 kW (150pk) @ 5500 | 110 kW (150pk) @ 5500 | 125 kW (170pk) @ 5750 |
| Max. koppel @ rpm:                     | 196Nm @ 4200 | 216Nm @ 4200 | 240Nm @ 4500 |
| Compressieverhouding:                  | 9,3: 1 | 9,5: 1 | 9,5: 1 |
| Brandstofsysteem:                      | brandstofinjectie, Bosch mechanisch                                                                                                  | brandstofinjectie, Bosch mechanisch                                                                                                  | brandstofinjectie, Bosch mechanisch                                                                                                  |
| Brandstoftank:                         | 65 L | 82 L | 82 L |
| Nokkenas:                              | SOHC, simplex ketting | SOHC, duplex ketting | SOHC, duplex ketting |
| Koeling:                               | Waterkoeling met waterpomp en radiateur                                                                                              | Waterkoeling met waterpomp en radiateur                                                                                              | Waterkoeling met waterpomp en radiateur                                                                                              |
| Versnellingsbak:                       | 4- of 5-gang handmatige versnellingsbak, optioneel automaat achterwielaandrijving, standaard-as 3,75:1 (optioneel 3,69:1 of 3,92:1). | 4- of 5-gang handmatige versnellingsbak, optioneel automaat achterwielaandrijving, standaard-as 3,75:1 (optioneel 3,69:1 of 3,92:1). | 4- of 5-gang handmatige versnellingsbak, optioneel automaat achterwielaandrijving, standaard-as 3,75:1 (optioneel 3,69:1 of 3,92:1). |
| Elektrisch systeem:                    | 12 volt, met loodaccu en wisselstroomdynamo.                                                                                         | 12 volt, met loodaccu en wisselstroomdynamo.                                                                                         | 12 volt, met loodaccu en wisselstroomdynamo.                                                                                         |
| Voorwielophanging:                     | onafhankelijke wielophanging met schroefveren en stabilisatorstang.                                                                  | onafhankelijke wielophanging met schroefveren en stabilisatorstang.                                                                  | onafhankelijke wielophanging met schroefveren en stabilisatorstang.                                                                  |
| Achterwielophanging:                   | Swing axle met radius armen, compensatie veer , schroefveren                                                                         | Swing axle met radius armen, compensatie veer , schroefveren                                                                         | Swing axle met radius armen, compensatie veer , schroefveren                                                                         |
| Remmen:                                | Schijfrem/trommelrem (Ø 253 mm voren, 230 mm achter), rembekrachtiging                                                               | Schijfremmen/(Ø 273 mm voren, 279 mm achter), rembekrachtiging                                                                       | Schijfremmen/(Ø 273 mm voren, 279 mm achter), rembekrachtiging                                                                       |
| Stuurinrichting:                       | Kogelkringloop met optioneel stuurbekrachtiging.                                                                                     | Kogelkringloop met optioneel stuurbekrachtiging.                                                                                     | Kogelkringloop met optioneel stuurbekrachtiging.                                                                                     |
| Carrosserie:                           | Zelfdragend plaatstaal | Zelfdragend plaatstaal | Zelfdragend plaatstaal |
| Leeg gewicht:                          | 1300 kg (hardtop + 49 kg) | 1360 kg (hardtop + 49 kg) | 1360 kg (hardtop + 49 kg) |
| Maximaal gewicht:                      | 1650 kg | 1715 kg | 1715 kg |
| Spoorbreedte voor/achter:              | 1485mm / 1485mm | 1485mm / 1485mm | 1485mm / 1485mm |
| Wielbasis:                             | 2400mm | 2400mm | 2400mm |
| Lengte:                                | 4285mm | 4285mm | 4285mm |
| Breedte:                               | 1760mm | 1760mm | 1760mm |
| Hoogte:                                | 1305mm | 1305mm | 1305mm |
| Bandenmaat:                            | 185 HR 14 | 185 HR 14 | 185 HR 14 |
| Topsnelheid:                           | 200 km/h | 195 km/h | 200 km/h |
| Brandstofverbruik (gemiddeld):         | 6,7 km/l | 6,3 km/l | 6,1 km/l |
| Nieuwprijs Duitsland Verenigde Staten: | DM 22200,- $7506,- t/m 7907,- later $6185,- t/m $6587,-                                                                              | DM 22800,- $6485,- t/m $6897,- | DM 24300,- $6485,- t/m $6897,- later $7469,− t/m $7909,-                                                                             |